# Maribel Blanco
Maribel Blanco Velasco (Madrid, 12 de janeiro de 1969) é uma triatleta profissional espanhola. 

## Carreira

### Sydney 2000
Maribel Blanco disputou os Jogos de Sydney 2000, terminando em 24º lugar com o tempo de 2:06:37.84. 